# 维耶维尔 (芒什省)
维耶维尔（法語：Vierville，法語發音：[vjɛʁvil]）是法国芒什省的一个旧市镇，原属于瑟堡区。2019年，维耶维尔与邻近的4个市镇并入市镇卡朗唐莱马赖，改属圣洛区。

## 地理
维耶维尔（49°21'37"N, 1°14'48"W）面积4.1 平方千米，位于法国诺曼底大区芒什省，该省份为法国西北部沿海省份，西、北、东北三面环大西洋，东起顺时针与卡爾瓦多斯省、奧恩省、马耶讷省和伊勒-维莱讷省接壤。
与维耶维尔接壤的市镇（或旧市镇、城区）包括：布吕什维尔、昂戈维尔欧普兰、布雷旺、耶维尔。

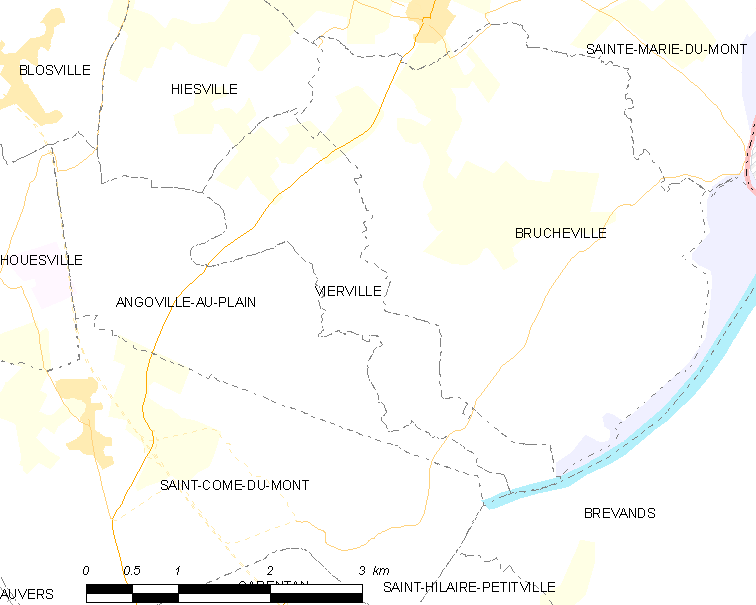
的OSM定位图

维耶维尔的时区为UTC+01:00、UTC+02:00（夏令时）。

## 行政
维耶维尔的邮政编码为50480，INSEE市镇编码为50636。

## 政治
维耶维尔所属的省级选区为卡朗唐莱马赖县。

## 人口

1962-2008年间人口变化图示

维耶维尔于2018年1月1日时的人口数量为32人。